# Seznam objednaných a dodaných letadel Airbus A380

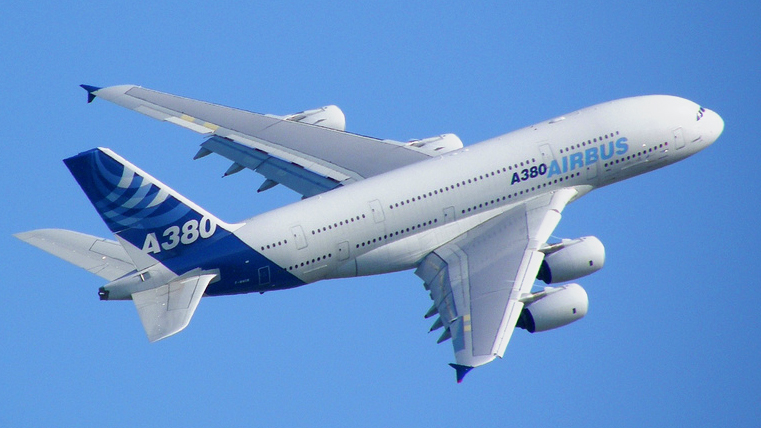
Létající prototyp Airbus A380-841, cn001, F-WWOW

Doposud si Airbus A380 objednalo 20  zákazníků. Celkové závazné objednávky Airbusu A380 činí 309 kusů. Všechny objednávky se týkají verze pro cestující, A380-800. 27 objednávek původně učiněných na nákladní verzi, A380-800F, byly buď zrušeny (20) nebo změněny na A380-800 (7), po zpoždění a následném „zmrazení“ programu.

## Objednané a dodané letouny podle zákazníka
Zobrazeny jsou pouze závazné objednávky. Aktualizováno k 31.5.2015.

## Objednávky a opce seřazené chronologicky
Objednávky s * již byly oznámeny, ale ještě nebyly uvedeny v oficiálních měsíčních statistikách společnosti Airbus.
Legenda

## Seznam vyrobených strojů
- 1 : Druhý prototyp, je modernizován a měl by být dodán V.I.P zákazníkovi.
- 2 : Zkušební stroj, po skončení testů bude modernizován, vyměněny motory a dodán Emirates Airline.[6]
- 3 : Emirates Airline, leasing od ILFC.[6]
- 4 : Reinstalace elektrického vedení v XFW.[7]
- 5 : Reinstalace elektrického vedení v TLS.[7]
- 6 : Konečná verze elektrického vedení instalována před FAL(MSN026 ⇒).[7]